# Friedrich von Bärensprung
Friedrich Wilhelm Leopold von Bärensprung (ou Baerensprung) (né le 20 août 1779 à Berlin, mort le 4 juillet 1841 dans cette même ville) est bourgmestre-gouverneur de Berlin de 1832 à 1834.

## Biographie
Il vient d'une famille comprenant Christophorus Baerensprung maître des offices à Leipzig au XVe siècle, est le fils Johann George Baerensprung originaire de Salzwedel, propriétaire de Reichenberg (aujourd'hui quartier de Märkische Höhe), conseiller au ministère des finances de Prusse, chef du département des forêts à la direction générale, devenue noble en 1790, et de sa femme Juliana Mauve.
Baerensprung épouse le 14 février 1816 à Berlin Friederike Magdalene von Hagemann. De ce mariage naît un fils, Albert.
Friedrich von Bärensprung étudie le droit à Erlangen et Göttingen. Il devient fonctionnaire de la justice puis de l'administration prussienne. En 1812, il a un différend avec Christian Friedrich Scharnweber (de). Après leur duel, il est condamné à six mois de prison. Il refuse la proposition de Frédéric-Guillaume III de Prusse de l'envoyer à Gumbinnen.
Après sa peine, malgré la controverse, il est élu au conseil municipal de la ville de Berlin en 1814. Il est pendant dix-huit ans l'adjoint de Johann Stephan Gottfried Büsching et améliore la voirie, notamment vers Teltow.
À la suite de la démission de Büsching en 1831, de nombreux candidats se présentent pour sa succession. Bärensprung est élu au second tour de scrutin par 67 voix pour et 21 contre. Les controverses sur son passé reviennent alors. Alors que l'ancien maire gouvernait comme primus inter pares, Bärensprung donne des instructions et insiste à les faire appliquer avec autorité. Après qu'on fait appel au ministère de l'Intérieur pour arbitrer entre le magistrat et son administration, le roi de Prusse est sollicité en 1833 pour définir de nouvelles règles sur l'autorité de directive du maire. Cependant le différend se règle sans qu'il ait besoin d'intervenir.
Mais la position de Bärensprung demeure instable et le pousse à la démission. Après son retrait de la politique, il s'exprime par la suite de façon anonyme sur le développement de l'agglomération. Il se consacre aux sociétés dont il est membre comme la Société sans loi de Berlin. Il est le père du dermatologue Friedrich Wilhelm Felix von Bärensprung (de) et de l'administrateur de l'arrondissement de Wreschen, Friedrich Wilhelm Edmund von Baerensprung (de).

## Source, notes et références
- (de) Cet article est partiellement ou en totalité issu de l’article de Wikipédia en allemand intitulé « Friedrich von Bärensprung » (voir la liste des auteurs).